# 宜昌过路黄
宜昌过路黄（学名：Lysimachia henryi）是报春花科珍珠菜属的植物，为中国的特有植物。分布于中国大陆的四川、湖北等地，生长于海拔400米至1,400米的地区，多生长在长江沿岸石缝中，目前尚未由人工引种栽培。

## 异名
- Lysimachia henryi Hemsl. var. guizhouensis C. M. Hu
- Lysimachia iteophylla C. M. Hu